# جاناتان بورنستی
جاناتان بورنستی (انگلیسی: Jonathan Bornstein؛ زادهٔ ۷ نوامبر ۱۹۸۴) یک بازیکن فوتبال اهل ایالات متحده آمریکا است.
وی همچنین در تیم ملی فوتبال ایالات متحده آمریکا بازی کرده‌است.